# Kanō Motonobu
Kanō Motonobu (狩野 元信), nom familier : Shirojirō, nom de pinceau : Eisen, Gyokusen, né le 26 août 1476, mort le 5 novembre 1559 (?). Peintre japonais.

## Biographie
Fils de Kanō Masanobu (1434-1530), Motonobu semble avoir dominé le monde artistique de son époque, en donnant une base solide à l'École Kanō, du point de vue artistique et social. C'est vraisemblablement avec son père qu'il s'initie à la peinture, mais il peut avoir travaillé avec Mitsunobu Tosa (1430-1522), chef de l'académie Impériale. La tradition familiale veut même que Motonobu ait épousé la fille de Mitsunobu, ayant ainsi la possibilité d'apprendre les secrets techniques de la peinture classique japonaise, jalousement gardés par l'atelier de la cour.
Il succède à son père à la tête de l'atelier shôgunal et hérite du titre honorifique d'Echizen no Kami (gouverneur d'Echizen) auquel s'adjoint celui d'Oi no suke (adjoint au directeur de l'office des cuisines du palais impérial). Vers 1546, il est nommé hōgen, puis plus tard hôkkyô (titres religieux conférés à des artistes laïques), il travaille non seulement pour le Shogun, mais aussi pour la cour Impériale, l'aristocratie guerrière et l'aristocratie de cour, les grands monastères.
Grâce à son activité, à son atelier puissant composé des membres de sa famille et de ses disciples, le génie de Motonobu dépasse celui d'un simple chef d'académie mais représente dans l'histoire de la peinture japonaise un nouveau type de peintre, précurseur des artistes modernes indépendants. Motonobu ne s'engage pas dans d'austères recherches plastiques comme Sesshū (1420-1506), mais ouvre une autre voie, tout aussi difficile d'ailleurs, qui lui permet de renouer avec le lyrisme décoratif inhérent à l'âme japonaise.
Tout en conservant les traits incisifs qui structurent fermement l'œuvre, il y ajoute d'autres éléments, notamment un coloris brillant qui s'adapte parfaitement à la décoration des temples et des palais. Il opère ainsi une synthèse entre le Kanga (peinture à l'encre à la mode chinoise) et les vives couleurs du Yamato-e, obtenant un art décoratif d'un dynamisme inconnu jusqu'alors. Ses œuvres révèlent des tendances très diverses et outre plusieurs tableaux authentiques qui témoignent de l'ampleur de son génie, subsistent à Kyōto deux importantes séries de peintures, au sanctuaire Daisen-in (vers 1513) du monastère Daitoku-ji et au sanctuaire Reiun-in (1543-1590) du temple Myōshin-ji. Ces compositions, aujourd'hui montées en rouleaux verticaux, sont conservés au musée national de Kyōto.
Ce sont des paysages bien aérés, tantôt peuplés de personnages historiques chinois, tantôt d'arbres fleuris et d'oiseaux où son talent se manifeste particulièrement et dans toute sa maturité. Dans un coin de nature, une chute d'eau domine seule toute la composition, laissant le reste en blanc dans le brouillard ; mais le vrai maître de l'œuvre est une grue à tête rouge, au repos sur une branche de pin dont la courbe majestueuse occupe la moitié de la surface. À droite, quelques oiseaux sont réunis sur un rocher traité à larges traits. Le cerne assez épais reste très souple et c'est une véritable symphonie en noir et blanc que font chanter quelques rehauts de couleurs.
Devant cette pièce magistrale, on regrette la disparition des décors du monastère Ishiyama Hongan-ji à Osaka auxquels Motonobu consacre de longues années, de 1539 à 1553 : style officiel des salles d'apparat, décor en noir et blanc des appartements privés, qui sera repris par Kanō Eitoku (1543-1590) pour le château d'Azushi et par Kanō Tannyū (1602-1674) pour celui de Nijō à Kyōto.
Premier grands peintres des temps modernes, Motonobu inaugure ainsi l'art des grandes compositions murales qui s'épanouit à la période Momoyama du (XVIe siècle au XVIIe siècle) grâce à plusieurs artistes dont son petit-fils, Eitoku (1543-1590), qu'il semble avoir désigné pour être son successeur.

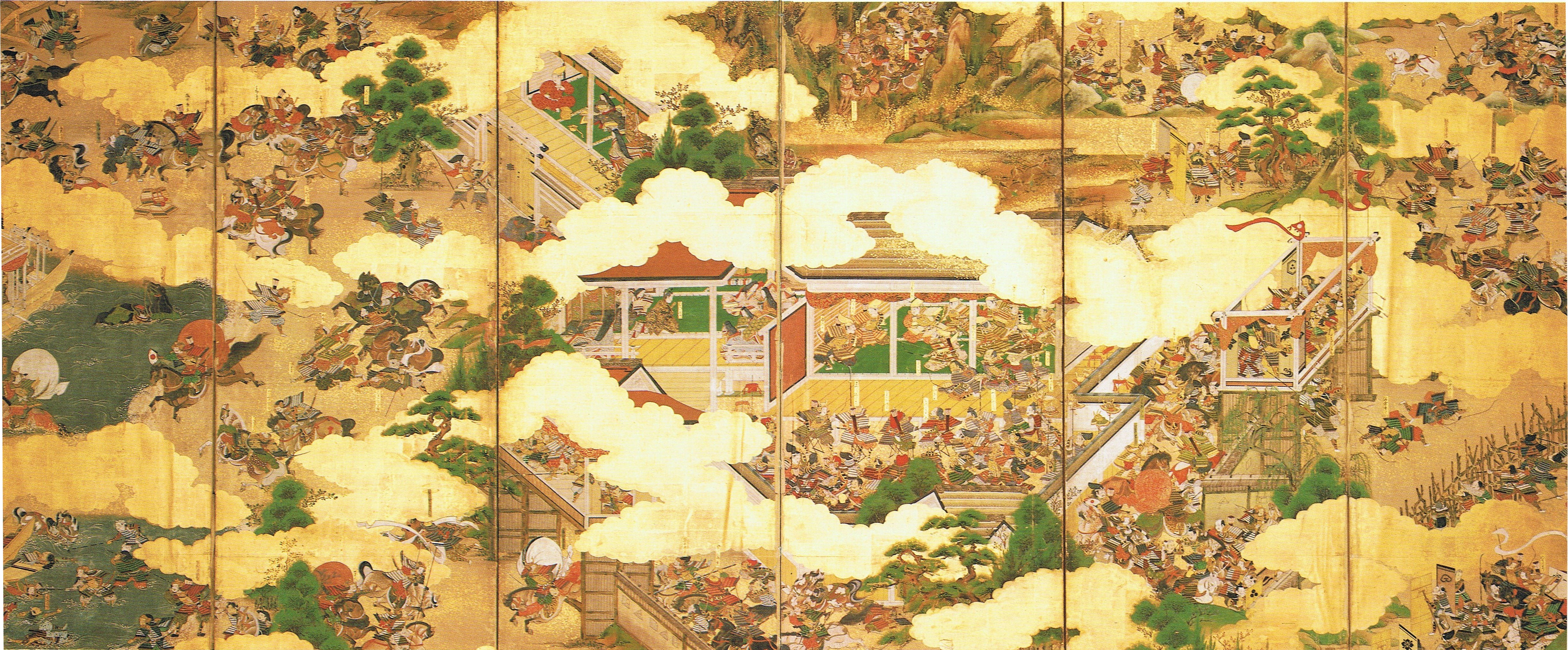
Paravent de gauche à six feuilles (d'une paire). Scène de la guerre de Genpei (1180-1185).
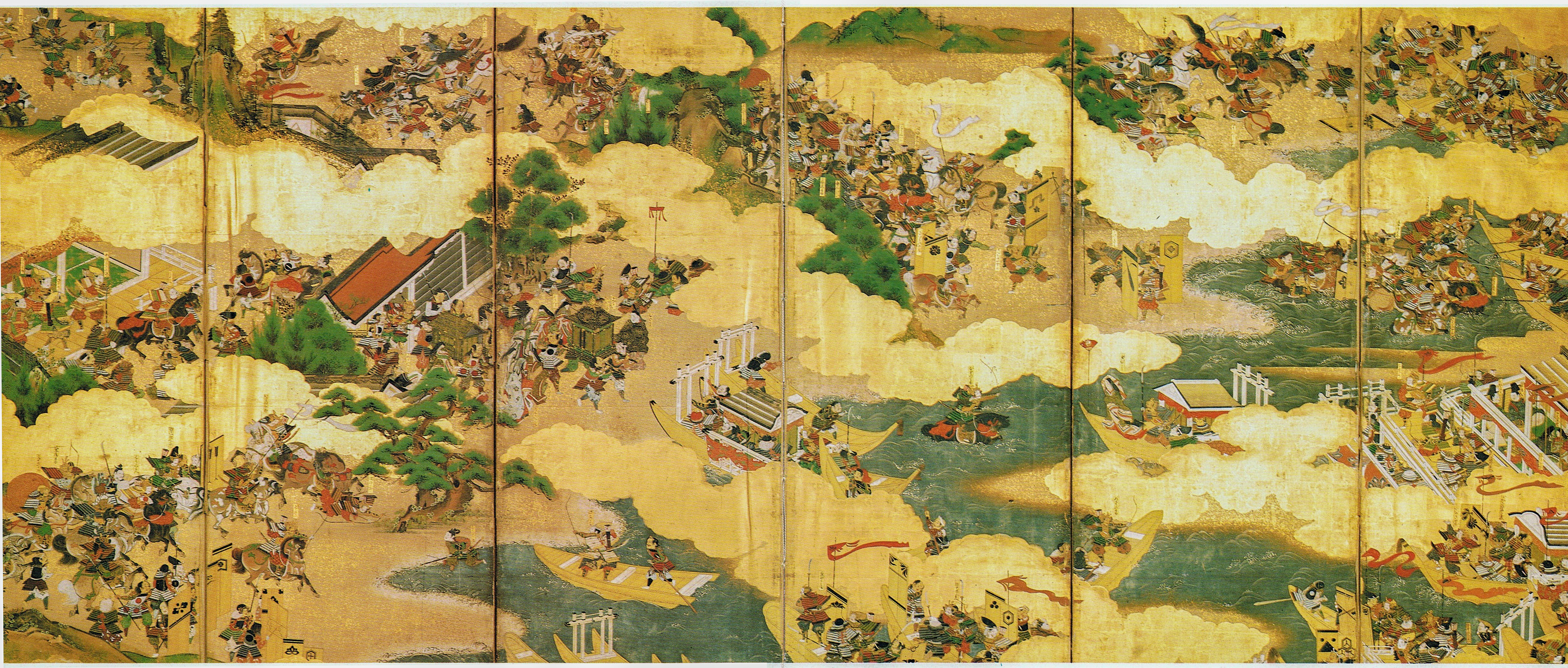
Paravent de droite à six feuilles. Scène de la guerre de Genpei.
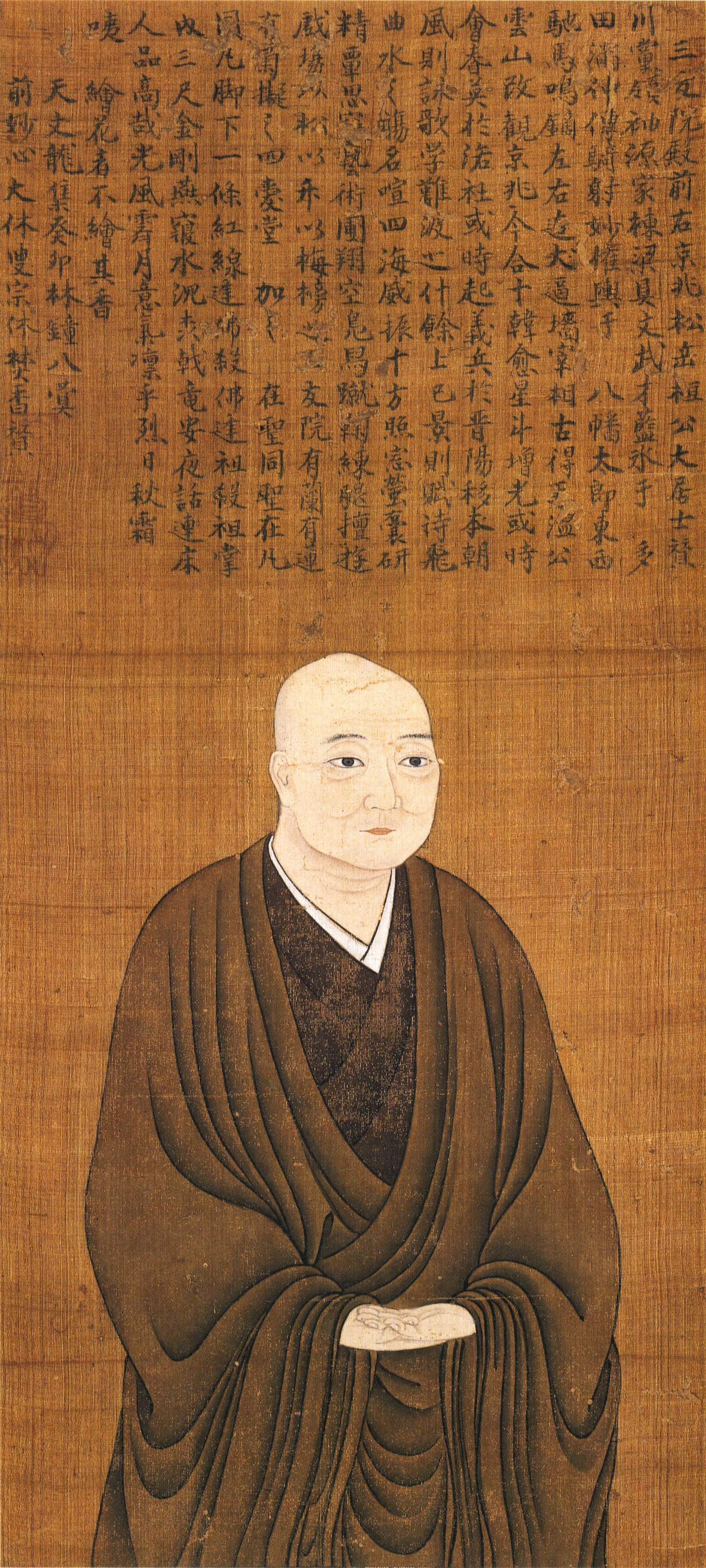
Portrait de Hosokawa Takakuni, commandant militaire le plus puissant de Ashikaga Yoshiharu. 1543. Couleur sur soie. 54,8 x 25,2 cm. Tōrin-in (temple Zen) Kyoto
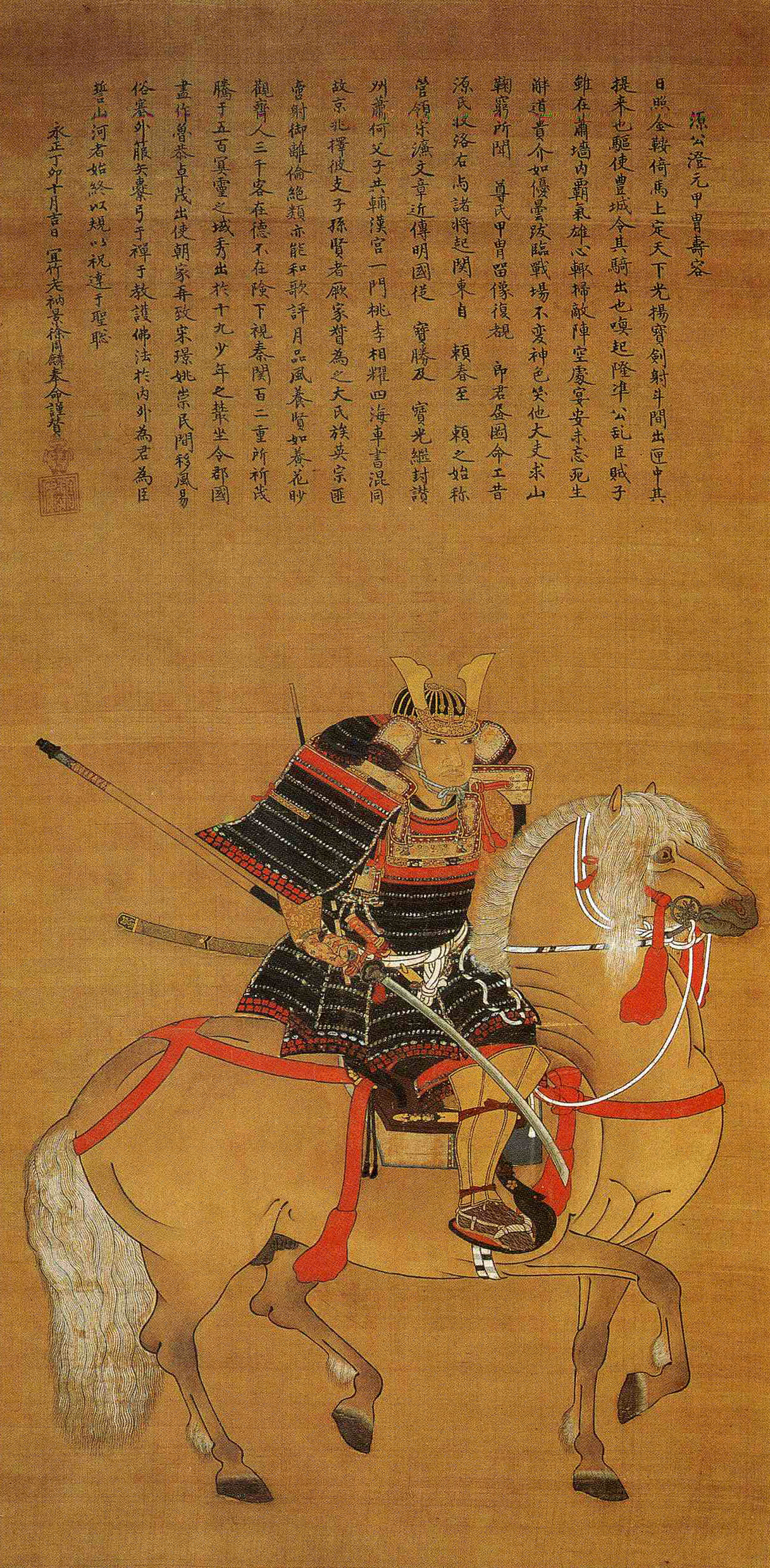
Le commandant samouraï Hosokawa Sumimoto. 1507. Encre et couleur sur soie 119,5 × 59,5 cm. Eisei Bunko Museum.

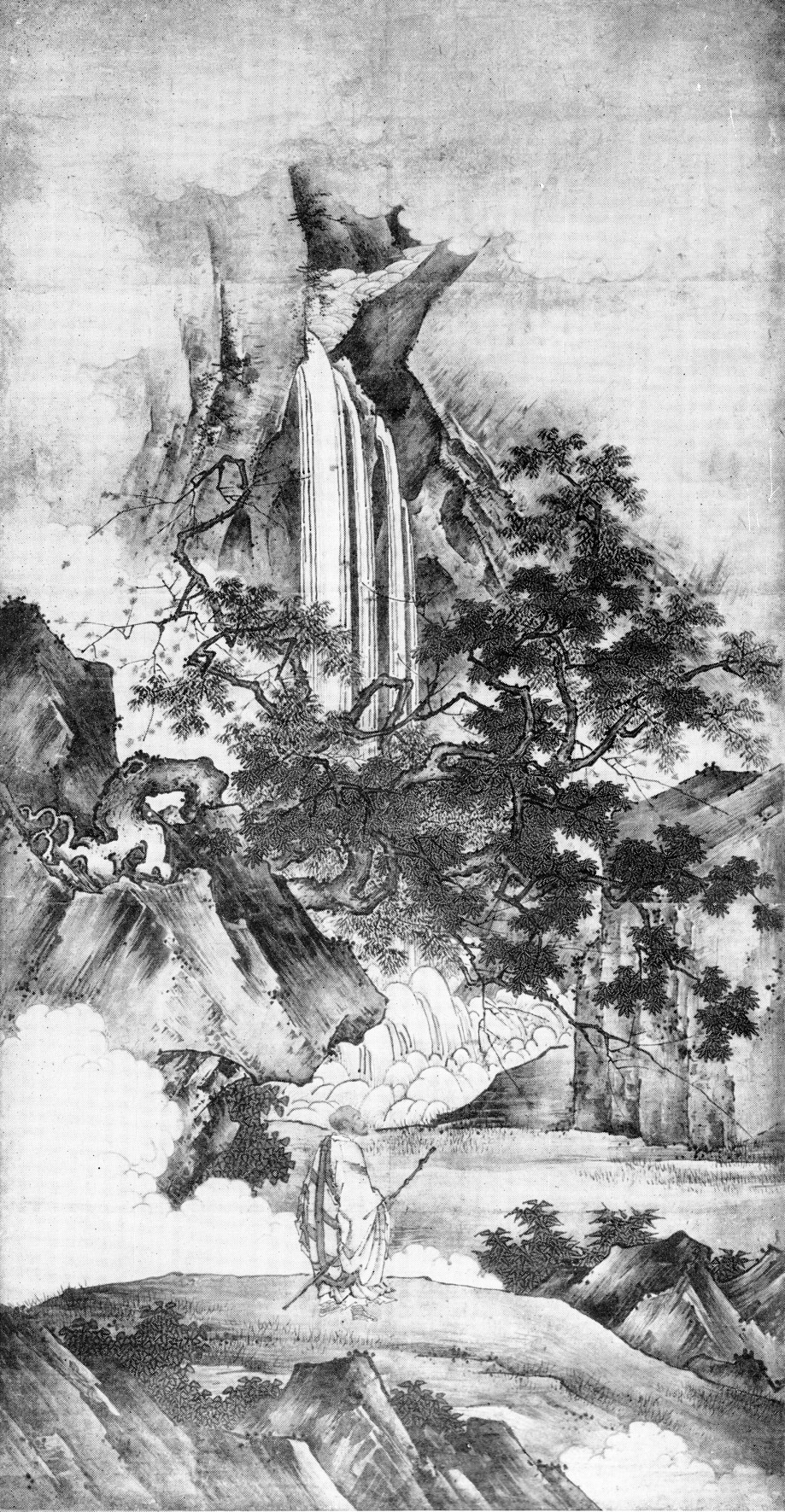
À gauche : Rei.un admirant les pêchers, Portraits des dix patriarches du Zen. Encre et couleurs légères sur papier, H. 175 cm. 1513. Musée national de Tokyo
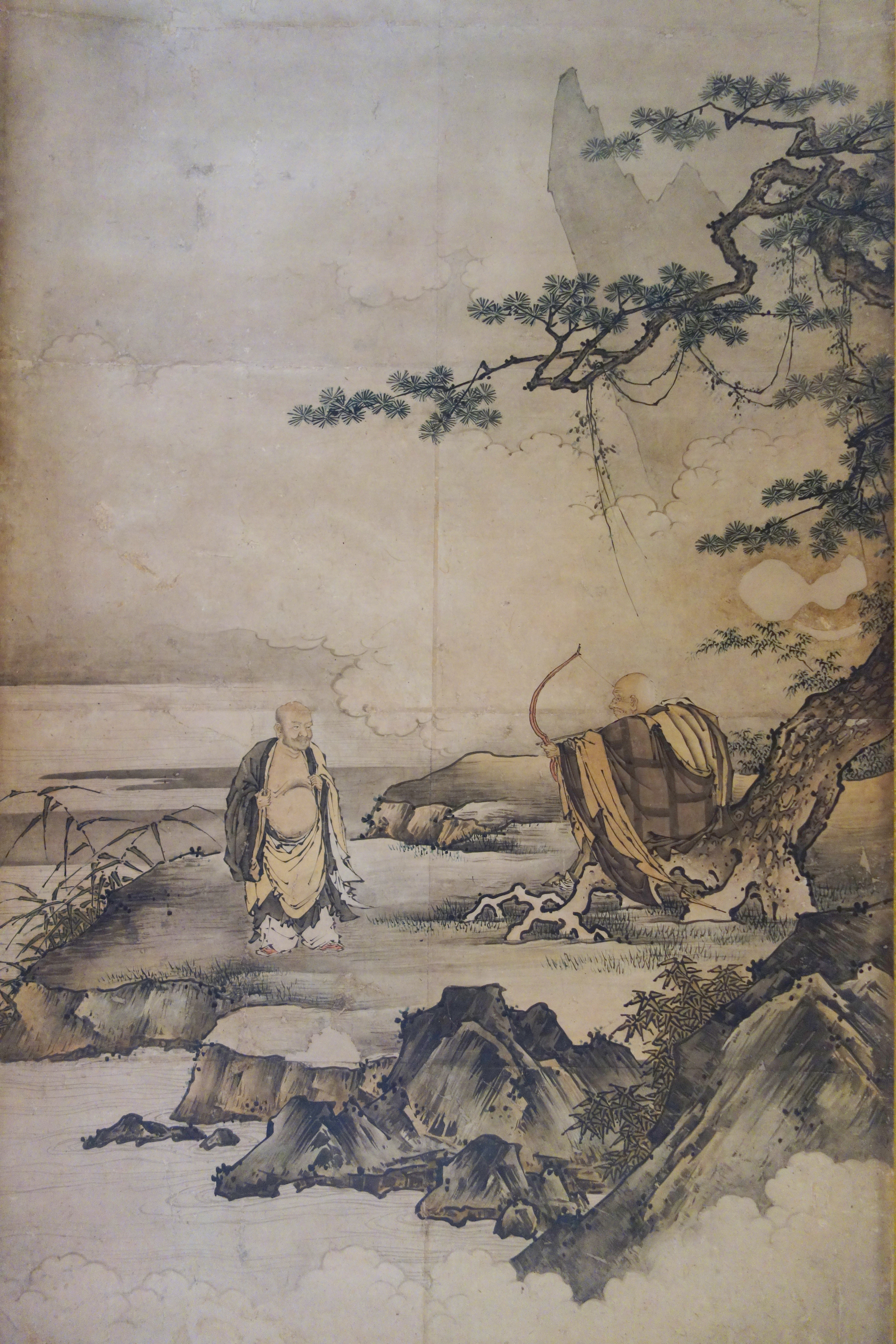
Sur l'illumination zen. Shigong tend son arc et Sanping offre sa poitrine. Attribution. Daisen-in. Musée national de Tokyo
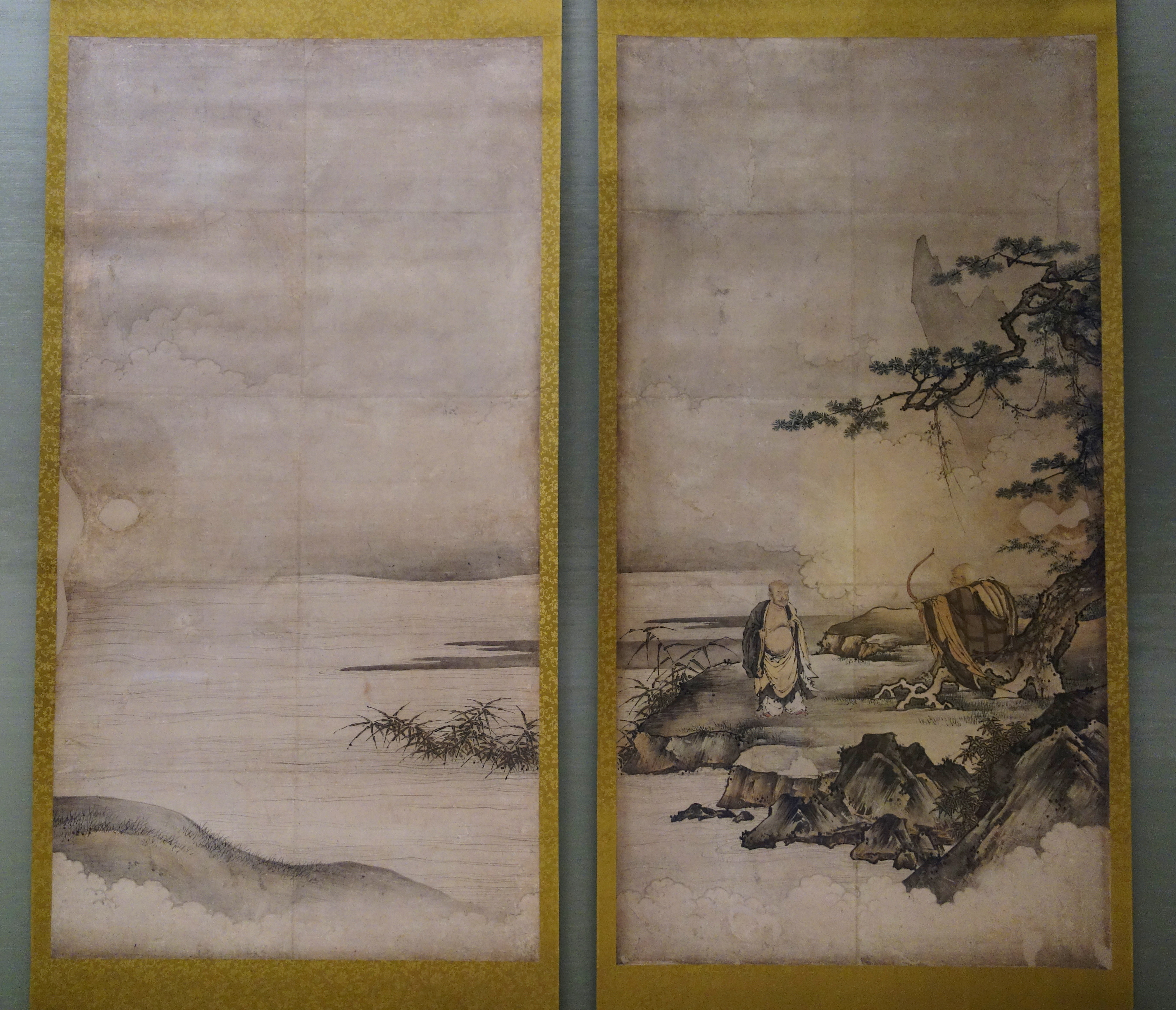
Ensemble.
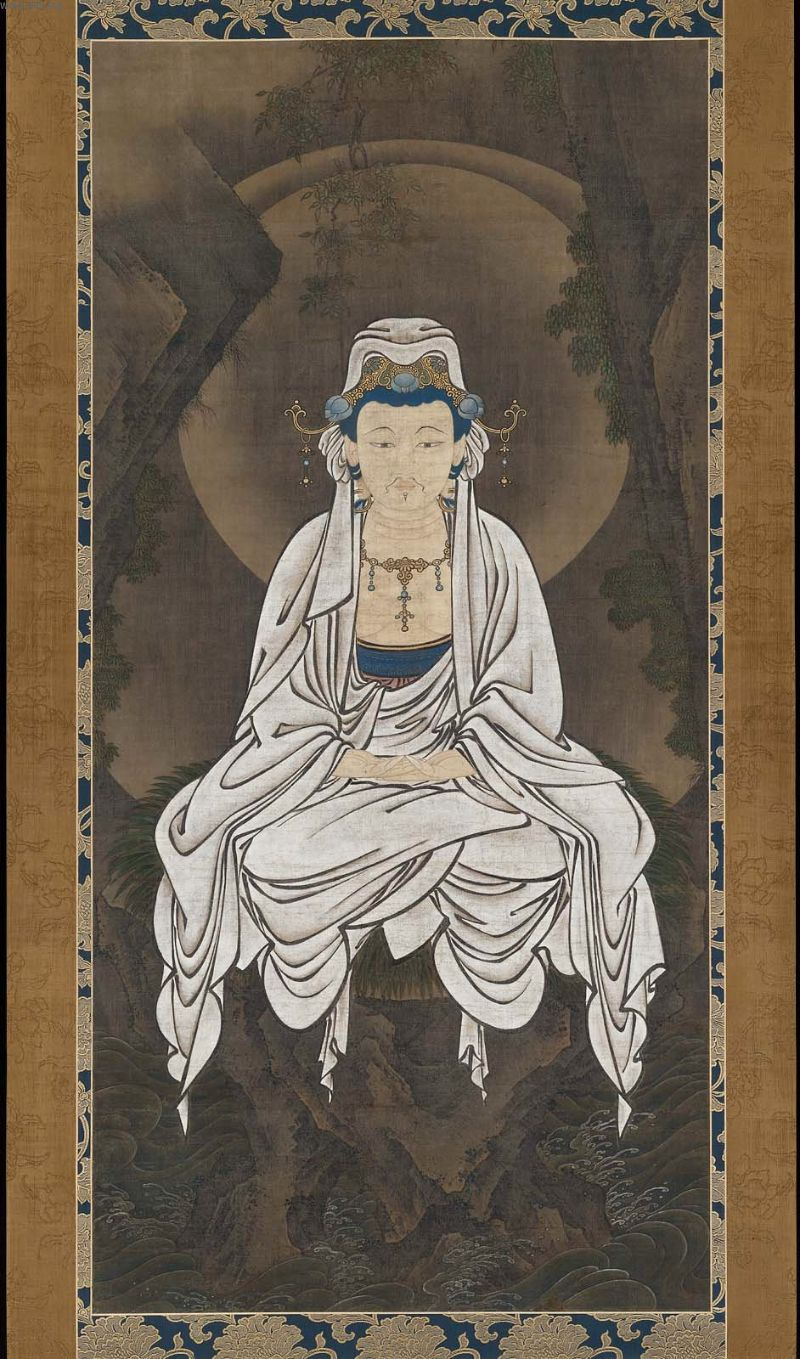
Le Bodhisattva de compassion. Encre et couleurs sur soie, 157.2 x 76.4 cm. 1re moitié du XVIe siècle

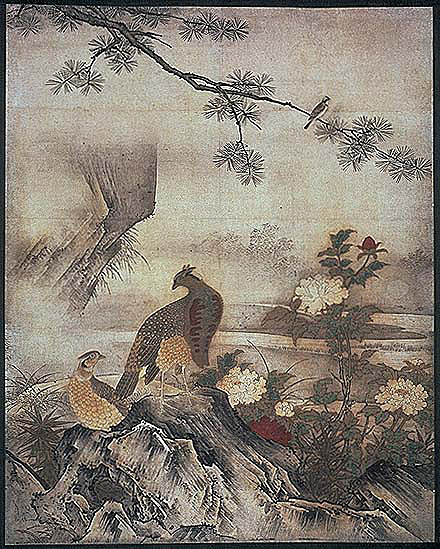
Fleurs et oiseaux des quatre saisons. Un des 8 rouleaux verticaux, encre et couleurs légères sur papier, 174 x 138 cm. 1513. Daisen-in, Daitoku ji, Kyoto
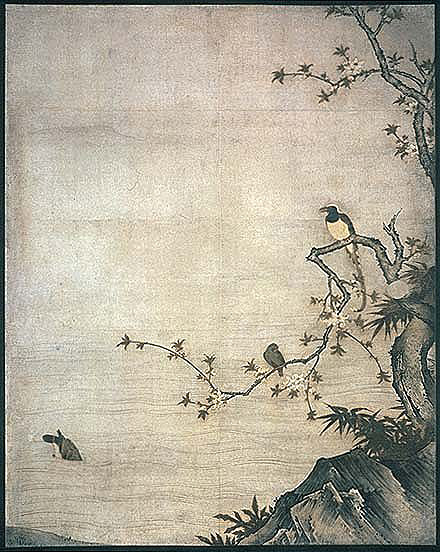
Fleurs et oiseaux des quatre saisons.
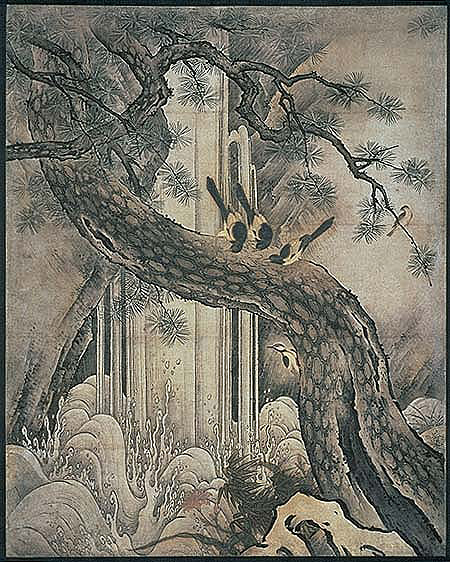
Fleurs et oiseaux des quatre saisons.
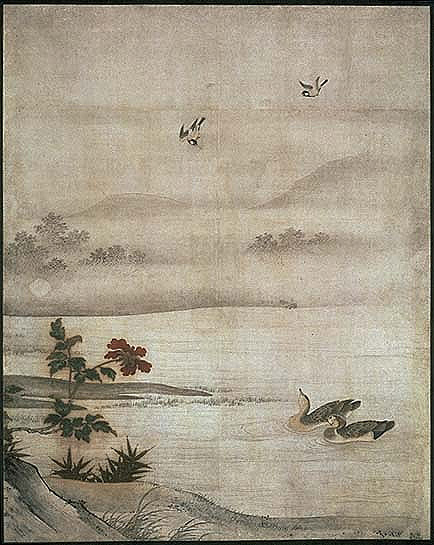
Fleurs et oiseaux des quatre saisons.